# تیتری
تیتری (به اسپانیایی: Titiri) یک کوه در پرو است که در Peru, Tacna Region, Tarata Province واقع شده‌است. تیتری ۴٬۵۶۰ متر بالاتر از سطح دریا واقع شده‌است.